# Diocesi di Londra
La diocesi di Londra è la più importante tra le diocesi della Chiesa anglicana, in particolare parte della Provincia ecclesiastica di Canterbury in Inghilterra.

## Storia

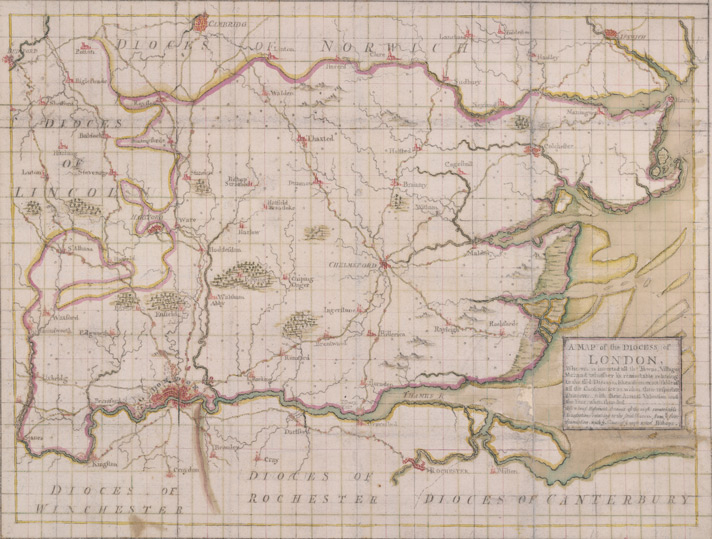
Mappa della diocesi di Londra nel 1714: gli attuali confini sono di molto ridotti

Storicamente la diocesi copriva l'area a nord del Tamigi e confinava con le diocesi di Norwich e Ely a nord, di Lincoln a ovest, e di Winchester e Rochester a sud. L'attuale diocesi ha una ampiezza di 458 km² e si estende su 17 dei borghi della capitale, coprendo gran parte della Grande Londra a nord del Tamigi ed a ovest del fiume Lea, e il distretto di Spelthorne nel Surrey, anche a nord del Tamigi. Essa include la Città di Londra nella quale si trova la cattedrale di San Paolo.
Dal momento che la diocesi del vescovo di Londra include i palazzi reali e la sede del governo a Westminster, spesso chi ricopriva questa carica era definito popolarmente il "vescovo del re" ed ebbe sempre una notevole influenza sui membri della famiglia reale e sulle principali figure politiche del tempo. Sin dal 1748 era consuetudine nominare il vescovo di Londra anche all'incarico di decano della Cappella Reale, fatto che poneva sotto la giurisdizione del vescovo, in quanto decano, anche diverse cappelle (quella della Torre di Londra e del St. James's Palace tra le più rilevanti) che geograficamente erano poste nella diocesi ma che essendo di giurisdizione regia si trovavano canonicamente costituite come al di fuori della diocesi.
Originariamente il vescovo di Londra ebbe anche la responsabilità della gestione della chiesa delle colonie inglesi in America settentrionale, sino alla Rivoluzione Americana del 1776. La diocesi subì un restringimento dei propri confini nel 1846 quando le contee dell'Essex e dell'Hertfordshire vennero cedute alla diocesi di Rochester.

## Organizzazione
Sin dalla istituzione dell'anglicanesimo, l'antica diocesi di Londra ricoprì essenzialmente i confini della nuova, che furono schematicamente definiti però solo nel 1979, anno in cui la diocesi venne divisa in quattro aree di cui è responsabile un vescovo ausiliario. A sua volta queste aree sono divise in arcidiaconati e diaconati come segue:
| Area episcopale                                       | Arcidiaconati | Diaconati                               |
| ----------------------------------------------------- | ------------- | --------------------------------------- |
| Two Cities (Londra e Westminster) (Vescovo di Londra) | Londra        | Città di Londra                         |
| Two Cities (Londra e Westminster) (Vescovo di Londra) | Charing Cross | Westminster Paddington                  |
| Two Cities (Londra e Westminster) (Vescovo di Londra) | Charing Cross | Westminster St Margaret                 |
| Two Cities (Londra e Westminster) (Vescovo di Londra) | Charing Cross | Westminster St Marylebone               |
| Edmonton (area Vescovo di Edmonton)                   | Hampstead     | Central Barnet                          |
| Edmonton (area Vescovo di Edmonton)                   | Hampstead     | West Barnet                             |
| Edmonton (area Vescovo di Edmonton)                   | Hampstead     | North Camden (Hampstead)                |
| Edmonton (area Vescovo di Edmonton)                   | Hampstead     | South Camden (St Pancras e Holborn)     |
| Edmonton (area Vescovo di Edmonton)                   | Hampstead     | Enfield                                 |
| Edmonton (area Vescovo di Edmonton)                   | Hampstead     | East Haringey                           |
| Edmonton (area Vescovo di Edmonton)                   | Hampstead     | West Haringey                           |
| Kensington (area Vescovo di Kensington)               | Middlesex     | Hammersmith and Fulham                  |
| Kensington (area Vescovo di Kensington)               | Middlesex     | Hampton (il Middlesex metà di Richmond) |
| Kensington (area Vescovo di Kensington)               | Middlesex     | Hounslow                                |
| Kensington (area Vescovo di Kensington)               | Middlesex     | Kensington                              |
| Kensington (area Vescovo di Kensington)               | Middlesex     | Chelsea                                 |
| Kensington (area Vescovo di Kensington)               | Middlesex     | Spelthorne                              |
| Stepney (area Vescovo di Stepney)                     | Hackney       | Hackney                                 |
| Stepney (area Vescovo di Stepney)                     | Hackney       | Islington                               |
| Stepney (area Vescovo di Stepney)                     | Hackney       | Tower Hamlets                           |
| Willesden (area Vescovo di Willesden)                 | Northolt      | Brent                                   |
| Willesden (area Vescovo di Willesden)                 | Northolt      | Ealing (est)                            |
| Willesden (area Vescovo di Willesden)                 | Northolt      | Ealing (ovest)                          |
| Willesden (area Vescovo di Willesden)                 | Northolt      | Harrow                                  |
| Willesden (area Vescovo di Willesden)                 | Northolt      | Hillingdon                              |

## Vescovi anglicani di Londra (1550-oggi)
| Vescovi anglicani di Londra | Vescovi anglicani di Londra | Vescovi anglicani di Londra                                       | Vescovi anglicani di Londra |
| Da                          | A                           | Nome                                                              | Note |
| --------------------------- | --------------------------- | ----------------------------------------------------------------- | --- |
| 1550                        | 1553                        | Nicholas Ridley                                                   | Traslato da Rochester. Nominato il 1 aprile 1550. Usò il nome di stile di Vescovo di Londra e Westminster. Destituito nel luglio 1553 e arso sul rogo per eresia il 16 ottobre 1555. |
| 1559                        | 1570                        | Edmund Grindal                                                    | Nominato il 22 giugno e consacrato il 21 dicembre 1559. Anche Master di Pembroke Hall, Cambridge (1559–1561). Traslato a York il 22 maggio 1570. |
| 1570                        | 1577                        | Edwin Sandys                                                      | Traslato da Worcester. Nominato il 1º giugno e confermato il 13 luglio 1570. Traslato a York l'8 marzo 1577. |
| 1577                        | 1594                        | John Aylmer                                                       | Già Arcidiacono di Lincoln (1562–1577). Nominato il 23 febbraio e consacrato il 24 marzo 1577. Morì durante la reggenza il 5 giugno 1594. |
| 1594                        | 1596                        | Richard Fletcher                                                  | Traslato da Worcester. Nominato il 26 dicembre 1594 e confermato il 10 gennaio 1595. Morì durante la reggenza il 15 giugno 1596. |
| 1597                        | 1604                        | Richard Bancroft                                                  | Già canonico di Westminster (1592–1597) e Canterbury (1595–1597). Eletto il 21 aprile e consacrato l'8 maggio 1597. Traslato a Canterbury il 10 dicembre 1604. |
| 1604                        | 1607                        | Richard Vaughan                                                   | Traslato da Chester. Nominato l'8 dicembre e confermato il 20 dicembre 1604. Morì nella reggenza il 30 marzo 1607. |
| 1607                        | 1609                        | Thomas Ravis                                                      | Traslato da Gloucester. Nominato prima del 14 aprile e confermato il 18 maggio 1607. Morì nella reggenza il 14 dicembre 1609. |
| 1610                        | 1611                        | George Abbot                                                      | Traslato da Lichfield & Coventry. Nominato il 24 dicembre 1609 e confermato il 20 gennaio 1610. Traslato a Canterbury il 9 aprile 1611. |
| 1611                        | 1621                        | John King                                                         | Già decano del collegio Christ Church, Oxford (1605–1611). Nominato il 30 aprile e consacrato l'8 settembre 1611. Morì nella reggenza il 30 marzo 1621. |
| 1621                        | 1628                        | George Montaigne                                                  | Traslato da Lincoln. Nominato il 26 giugno e confermato il 20 luglio 1621. Traslato a Durham dopo il 19 febbraio 1628. |
| 1628                        | 1633                        | William Laud                                                      | Traslato da Bath & Wells. Nominato il 4 luglio e confermato il 15 luglio 1628. Anche Cancelliere dell'Università di Oxford (1630–1641). Traslato a Canterbury il 19 settembre 1633. |
| 1633                        | 1646                        | William Juxon                                                     | Già Vescovo eletto di Hereford. Nominato vescovo di Londra il 23 ottobre e consacrato il 27 ottobre 1633. Anche Lord Treasurer (1636–1641). Privato della propria sede quando il vescovato inglese venne abolito dal parlamento il 9 ottobre 1646. Con la Restaurazione, Juxon venne traslato all'Arcidiocesi di Canterbury il 20 settembre 1660. |
| 1646                        | 1660                        | La sede venne abolita durante il Commonwealth ed il Protectorate. | La sede venne abolita durante il Commonwealth ed il Protectorate. |
| 1660                        | 1663                        | Gilbert Sheldon                                                   | Precedentemente canonico di Gloucester (1633–1658). Nominato il 21 settembre e consacrato il 28 ottobre 1660. Traslato a Canterbury il 31 agosto 1663. |
| 1663                        | 1675                        | Humphrey Henchman                                                 | Traslato da Salisbury. Nominato il 16 giugno e confermato il 15 settembre 1663. Anche Lord High Almoner (1662–1675). Morì durante la reggenza il 7 ottobre 1675. |
| 1675                        | 1713                        | Henry Compton                                                     | Traslato da Oxford. Nominato il 6 dicembre 1675 e confermato il 6 febbraio 1676. Morì durante la reggenza il 7 luglio 1713. |
| 1713                        | 1723                        | John Robinson                                                     | Traslato da Bristol. Nominato l'8 agosto 1713 e confermato il 13 marzo 1714. Morì durante la reggenza l'11 aprile 1723. |
| 1723                        | 1748                        | Edmund Gibson                                                     | Traslato da Lincoln. Nominato il 10 aprile e confermato il 4 maggio 1723. Morì durante la reggenza il 4 settembre 1748. |
| 1748                        | 1761                        | Thomas Sherlock                                                   | Traslato da Salisbury. Nominato il 12 ottobre e confermato il 1º dicembre 1748. Morì durante la reggenza il 18 luglio 1761. |
| 1761                        | 1762                        | Thomas Hayter                                                     | Traslato da Norwich. Nominato il 19 settembre e confermato il 24 ottobre 1761. Morì durante la reggenza il 9 gennaio 1762. |
| 1762                        | 1764                        | Richard Osbaldeston                                               | Traslato da Carlisle. Nominato il 30 gennaio e confermato il 18 febbraio 1762. Morì durante la reggenza il 13 maggio 1764. |
| 1764                        | 1777                        | Richard Terrick                                                   | Traslato da Peterborough. Nominato il 22 maggio e confermato il 6 giugno 1764. Morì durante la reggenza il 29 marzo 1777. |
| 1777                        | 1787                        | Robert Lowth                                                      | Traslato da Oxford. Nominato il 12 aprile 1777 e confermato il 1º maggio 1778. Morì durante la reggenza il 3 novembre 1787. |
| 1787                        | 1809                        | Beilby Porteus                                                    | Traslato da Chester. Nominato il 14 novembre e confermato il 7 dicembre 1787. Morì durante la reggenza il 14 maggio 1809. |
| 1809                        | 1813                        | John Randolph                                                     | Traslato da Bangor. Nominato il 25 maggio e confermato il 9 agosto 1809. Morì durante la reggenza il 28 luglio 1813. |
| 1813                        | 1828                        | William Howley                                                    | Nominato il 12 agosto e confermato il 1º ottobre 1813. Traslato a Canterbury il 15 agosto 1828. |
| 1828                        | 1856                        | Charles Blomfield                                                 | Traslato da Chester. Nominato il 15 agosto e confermato il 23 agosto 1828. Dimessosi per cause di salute il 30 settembre 1856 e morto il 5 agosto 1857. |
| 1856                        | 1868                        | Archibald Tait                                                    | Già Decano di Carlisle (1849–1856). Eletto vescovo il 28 ottobre e consacrato il 23 novembre 1856. Traslato a Canterbury il 30 dicembre 1868. |
| 1869                        | 1885                        | John Jackson                                                      | Traslato da Lincoln. Nominato l'11 gennaio e confermato il 29 gennaio 1869. Morì durante la reggenza il 6 gennaio 1885. |
| 1885                        | 1896                        | Frederick Temple                                                  | Traslato da Exeter. Nominato il 26 febbraio e confermato il 24 marzo 1885. Traslato a Canterbury il 22 dicembre 1896. |
| 1897                        | 1901                        | Mandell Creighton                                                 | Traslato da Peterborough. Nominato il 31 dicembre 1896 e confermato il 15 gennaio 1897. Morto durante la reggenza il 14 gennaio 1901. |
| 1901                        | 1939                        | Arthur Winnington-Ingram                                          | Traslato da Stepney. Nominato il 16 marzo e confermato il 17 aprile 1901. Dimessosi il 1º settembre 1939 e morto il 26 maggio 1946. |
| 1939                        | 1945                        | Geoffrey Fisher                                                   | Traslato da Chester. Nominato il 14 settembre e confermato il 17 ottobre 1939. Traslato a Canterbury il 2 febbraio 1945. |
| 1945                        | 1955                        | William Wand                                                      | Traslato da Bath e Wells. Nominato il 10 luglio e confermato il 22 agosto 1945. Dimessosi nel novembre del 1955 e morto il 16 agosto 1977. |
| 1956                        | 1961                        | Henry Montgomery Campbell                                         | Traslato da Guildford. Nominato il 10 gennaio e confermato il 25 gennaio 1956. Dimessosi il 31 luglio 1961 e morto il 26 dicembre 1970. |
| 1961                        | 1973                        | Robert Stopford                                                   | Traslato da Peterborough. Nominato il 4 agosto e confermato il 25 settembre 1961. Dimessosi l'11 giugno 1973 e morto il 13 agosto 1976. |
| 1973                        | 1981                        | Gerald Ellison                                                    | Traslato da Chester. Nominato il 18 giugno e confermato il 16 luglio 1973. Dimessosi il 30 aprile 1981 e morto il 18 ottobre 1992. |
| 1981                        | 1991                        | Graham Leonard                                                    | Traslato da Truro. Nominato il 28 maggio e confermato il 21 luglio 1981. Dopo le sue dimissioni nel 1991, divenne sacerdote cattolico nel 1994. Morì il 6 gennaio 2010. |
| 1991                        | 1995                        | David Hope                                                        | Traslato da Wakefield. Nominato e confermato nel 1991. Traslato a York nel 1995. |
| 1995                        | 2017                        | Richard Chartres                                                  | Traslato da Stepney. Eletto nell'ottobre e confermato nel novembre del 1995. Ritirato il 28 febbraio 2017. |
| 2018                        | in carica                   | Sarah Mullally                                                    | Traslata da Crediton. Eletta nel gennaio e confermata nel marzo del 2018. |
| Fonti:                      |                             |                                                                   | |